# Linda Biemans
|  | Denne artikel er oprettet af botten Steenthbot ud fra en ekstern database. Den kan derfor have sproglige fejl eller mangler. Denne skabelon kan fjernes efter kontrol af indholdet. |

Linda Biemans er en dansk portrætfilm fra 2015 instrueret af Johnny Carlsen.

## Handling
Linda Biemans har levet hele sit liv indenfor kunstens verden. Efter et langt liv på de skrå brædder som balletdanser, har hun vendt sit fokus mod marmor og stenhuggeri. Vi følger hende i hendes virke med at slå den rå marmor til en nærmest transparent nymfe, samtidig med at vi ser, hvor stenen bliver brudt samt dens vej til stenhuggeriet. Filmen er klippet som en musikvideo over den musik Linda havde i hovedet under produktionen af sin kunst.